# Joey Molland
Joseph Charles Molland (Liverpool, 21 de junho de 1947 – St. Louis Park, 1 de março de 2025) foi um guitarrista de rock e compositor inglês, com uma carreira fonográfica que se estendeu por cinco décadas. Ele ficou mais conhecido como membro do Badfinger, a banda de maior sucesso entre os grupos com os quais tocou.
Após a morte de Mike Gibbins em outubro de 2005, Molland tornou-se o último membro sobrevivente da formação clássica do Badfinger, até seu falecimento quase 20 anos depois.

## Biografia
Foi o último membro vivo da banda de rock Badfinger, compostos por Pete Ham, Tom Evans e Mike Gibbins.
Molland morreu no dia 1 de março de 2025, com 77 anos.

## Discografia

### Com o Badfinger
- Magic Christian Music (1970)
- No Dice (1970)
- Straight Up (1971)
- Ass (1973)
- Badfinger (1974)
- Wish You Were Here (1974)
- Airwaves (1979)
- Say No More (1981)
- Day After Day (1990)
- The Best of Badfinger (1995)
- BBC in Concert (1997)
- Head First (2000)
- The Very Best of Badfinger (2000)

### Trabalhos solo
- After The Pearl (1983)
- The Pilgrim (1992)
- Basil (1998)
- This Way Up (2001)